# Lunetă

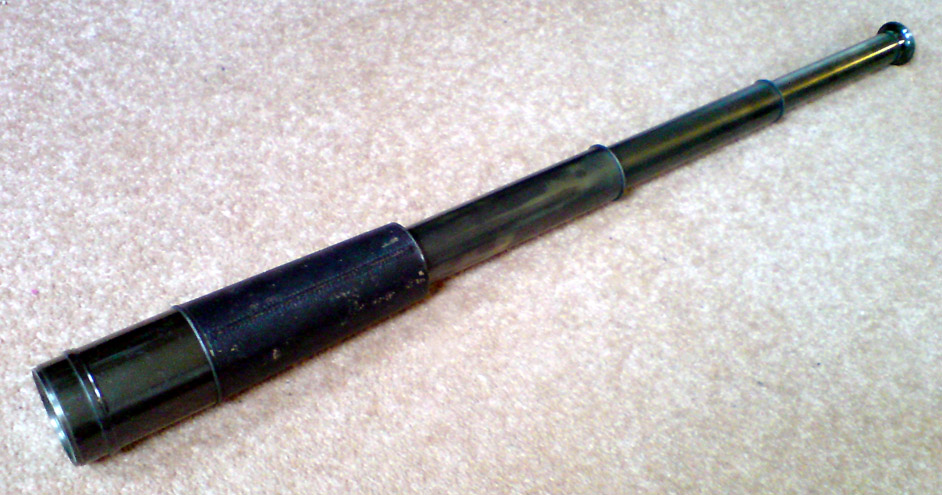
Exemplu de lunetă

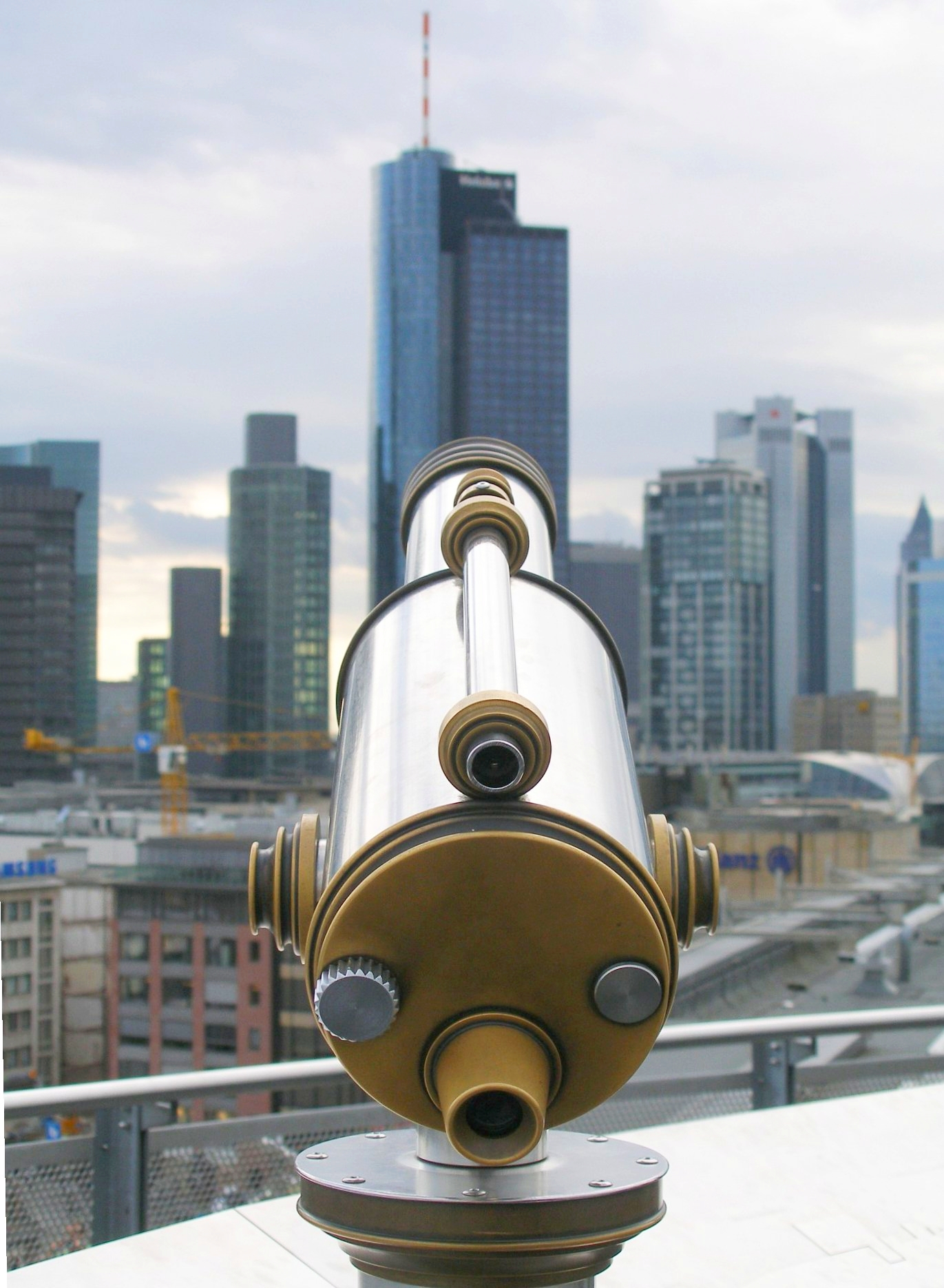
Lunetă pe terasa unei clădiri din Frankfurt, Germania.

Luneta sau ocheanul este un instrument optic alcătuit din mai multe lentile folosit la observarea obiectelor îndepărtate.
Ca orice instrument optic în care se privește direct, luneta deviază razele de lumină paralele care sosesc de la obiect, acestea fiind focalizate pe retina ochiului observatorului. Cu cât această schimbare de direcție (unghi) a razelor paralele prin sistemul lenticular al lunetei este mai mare, în același raport crește imaginea obiectului vizat în lunetă, și cu cât densitatea razelor de lumină ajunse pe retină e mai mare, cu atât imaginea va fi mai luminoasă.

## Istoric
Galileo Galilei a introdus utilizarea lunetei în astronomie.
Cu luneta construită de el în 1609, savantul italian a descoperit munții de pe Lună, natura stelară a Căii Lactee, patru sateliți ai lui Jupiter și petele de pe Soare.
De la apariția și perfecționarea lunetei, au contribuit mai mulți inventatori ai epocii, mai ales că instrumentul era deja cunoscut și utilizat într-o formă primitivă în Olanda și în Franța.

## Descriere

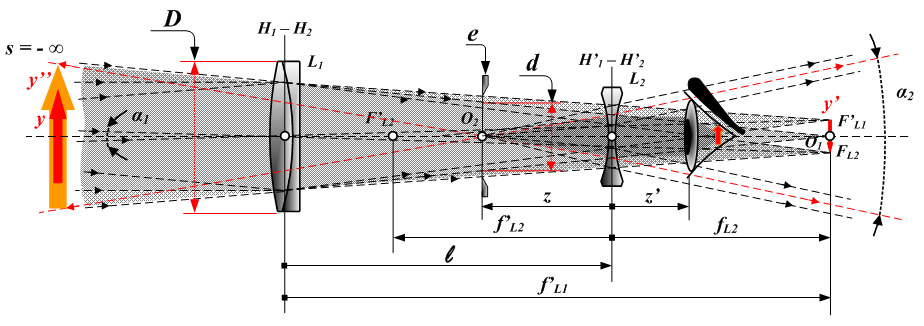
Luneta lui Galilei constituită dintr-o lentilă convergentă (obiectiv) și dintr-o lentilă divergentă (ocular).

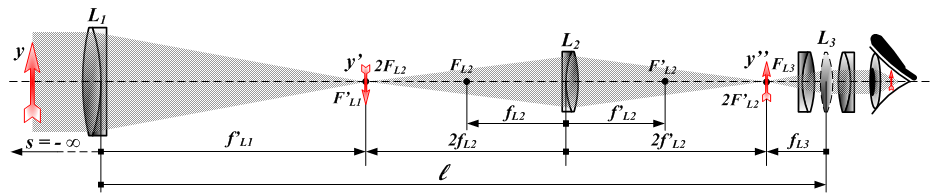
Lunetă terestră - Sistem-1
L1 - Obiectiv L2 - Redresor al imaginii L3 - Ocular.

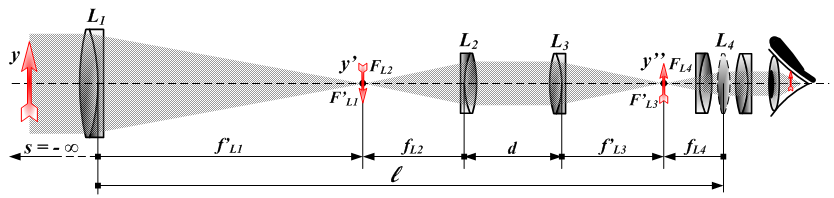
Lunetă terestră - Sistem-2
L1 - Obiectiv L2- L3 - Redresor al imaginii L4 - Ocular.

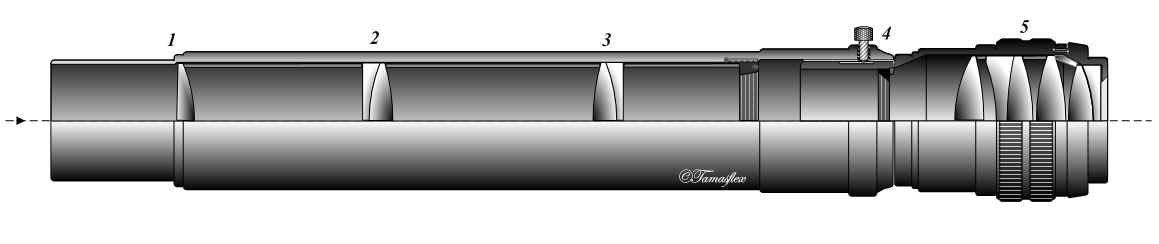
Redresarea imaginii (Sistem-2) la o lunetă astronomică.
1 - Lentilă de câmp 2 - 3 - Redresor al imaginii 5 - Ocular.

Ea cuprinde un obiectiv optic și un ocular, în general montat pe un tub culisant.
Principiul său este analog celui al unei lunete astronomice. Diferența dintre cele două instrumente provine în primul rând din folosire: o lunetă se ține, de obicei, în mână, ca și binoclul, în timp ce luneta astronomică, prin faptul că obiectele observate sunt îndepărtate și necesită un grosisment important, necesită un trepied și o montură azimutală sau o montură ecuatorială; apoi, performanțele optice (câmp, grosisment, luminozitate) ale unei lunete sunt, în general, inferioare performanțelor optice ale lunetei astronomice, iar prețul unei lunete este mai modic.
Contrar lunetei astronomice și telescopului, ocheanul sau luneta terestră trebuie să ofere o imagine dreaptă. Pentru redresarea imaginii date de obiectiv, este plasat între obiectiv și ocular un dispozitiv optic. Acest dispozitiv optic poate fi format dintr-o pereche de prisme, ca și în binoclu, sau dintr-un sistem optic format din două lentile convergente identice. 
Apărută între secolele al XVI-lea și al XVII-lea (invenția sa este atribuită neerlandezului Hans Lippershey), luneta este folosită îndeosebi, în primul rând, de marinari și naturaliști. Servește la observațiile ornitologice și, într-o anumită măsură, la observațiile astronomice.

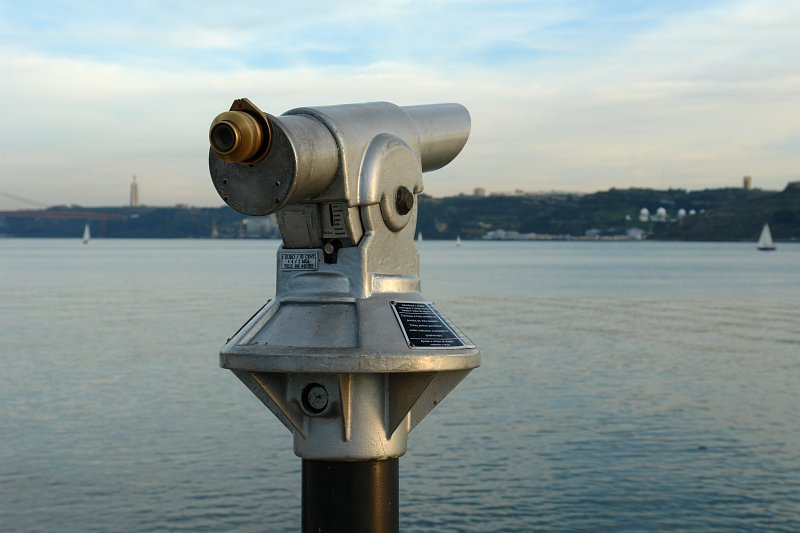
Ochean public într-un sit turistic.

## Caracteristici
Luneta / ocheanul se caracterizează prin:
- factorul de apropiere (sau grosismentul), desemnat printr-un multiplicator (20x, 30x, etc.). Cu cât acest factor este mai mare, cu atât vederea obiectului aflat la distanță va fi mai apropiată, adesea în detrimentul câmpului vizual și al luminozității.
- diametrul obiectivului său: cu cât diametrul lentilei obiectivului este mai mare, cu atât luneta va capta mai multă lumină și va oferi, prin urmare, o imagine mai luminoasă. În general modelele cu diametru mare sunt mai grele, mai incomode și, de obicei, mai scumpe.

Unele modele pot primi un adaptor special pentru aparatul de fotografiat.
Există versiuni publice de lunete / ocheane: instalate pe situri turistice, și în general cu plată, ele permit observarea peisajelor și monumentelor.

## Tipuri de lunete

### Luneta astronomică

Aspectul unei lunete kepleriene cu vizor

Luneta astronomică este un aparat optic, care are rolul de a mări unghiul sub care se vede un obiect îndepărtat, astfel încât să se distingă mai multe detalii ale acestuia.
Este un sistem optic afocal (telescopic), având distanța focală infinită.
Luneta este compusă din două elemente optice convergente centrate: obiectivul și ocularul, astfel montate încât focarul imagine al obiectivului (F) să coincidă cu focarul obiect (F) al ocularului.
Pentru determinarea grosismentului lunetelor se folosește un aparat optic numit dinametru.

### Lunete terestre
- Lunetele terestre;

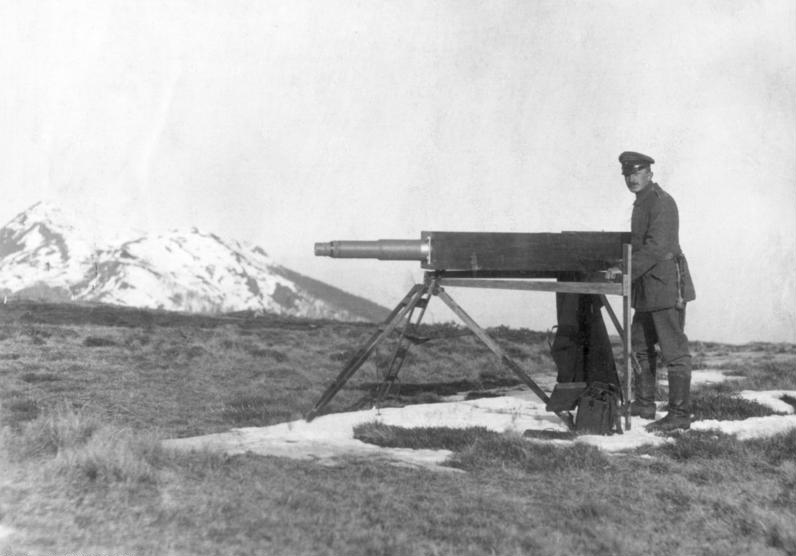
Material optic militar german de supraveghere la distanță a mișcărilor trupelor, utilizat în 1918 pe teatrul frontului de vest (în Primul Război Mondial); (fotografie din arhiva germană).

- Lunetele instrumentelor pentru măsurători în geodezie și topografie;
- Lunete pentru biologi (ornitologie) și vânători;
- Binoclul are un sistem de prisme de refracție cu focar mai scurt ca luneta, dar oferă o imagine mai largă și profundă, vizarea fiind făcută cu amândoi ochii;
- Luneta lui Kepler este monoculară, are o distanță focală mai scurtă, dar, în comparație cu luneta astronomică, realizează o imagine de perspectivă.

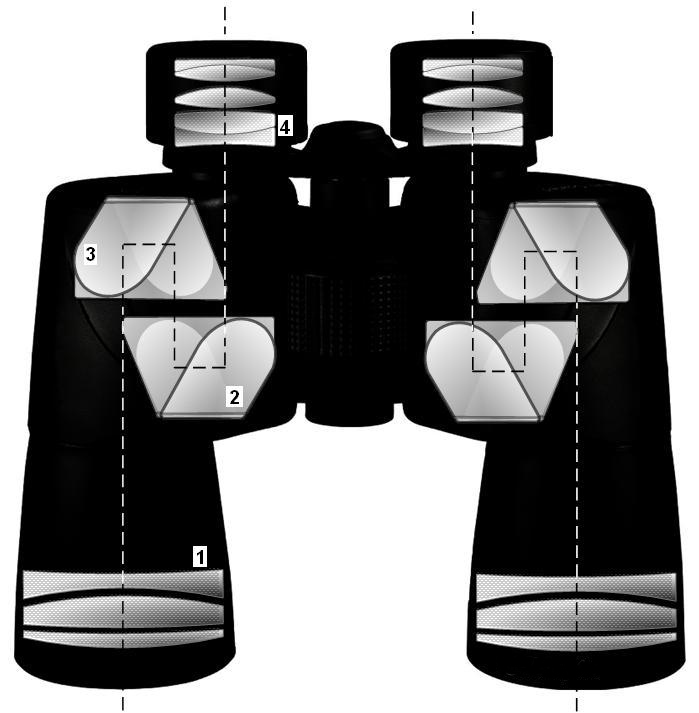
Binoclu

Contrar lunetei astronomice și telescopului, luneta terestră trebuie să ofere o imagine dreaptă.

### Lunete cu lentile și telescoape cu oglindă
Pot fi folosite cu scop vizual sau și fotografic.
- O imagine vizuală este realizată prin vizare directă cu ochiul. În astronomie, aceasta se face numai cu un ocular, deoarece binoclurile nu sunt adecvate pentru depărtări astronomice. Imaginile astronomice au de aceea o perspectivă redusă.

Există totuși binocluri care sunt folosite de unii astronomi amatori, unele din aceste ajutând la descoperirea unor comete sau asteroizi. Astfel astronomul amator japonez Yuji Hyakutake, folosind un binoclu de 25x150, a descoperit două comete: C/1995 Y1 (prima cometă Hyakutake) în decembrie 1995 și C/1996 B2 (a doua cometă Hyakutake, cea mai cunoscută dintre ele) la data de 30 ianuarie 1996.

## Mod de funcționare

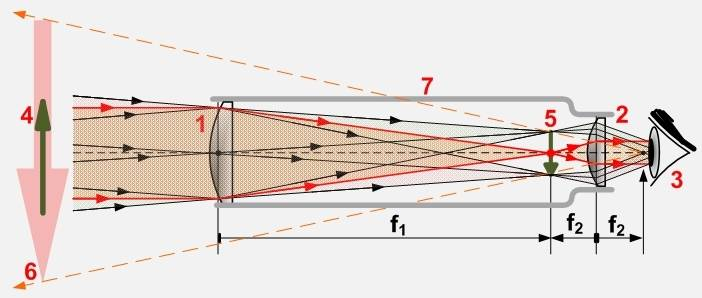
Calea razelor luminoase în luneta lui Kepler

### Mărirea imaginilor
Aici este prezentat modul de funcționare a lunetei lui Kepler:
- Obiectivul (1) produce o imagine reală și răsturnată (5) a obiectului (4), situat departe de observator.
- Prin lentila ocularului (2) lumina ajunge la ochi (3), care vede o imagine virtuală mărită (6).
- Mărirea imaginii depinde de distanța focală a lentilei obiectivului și ocularului.

## Galerie

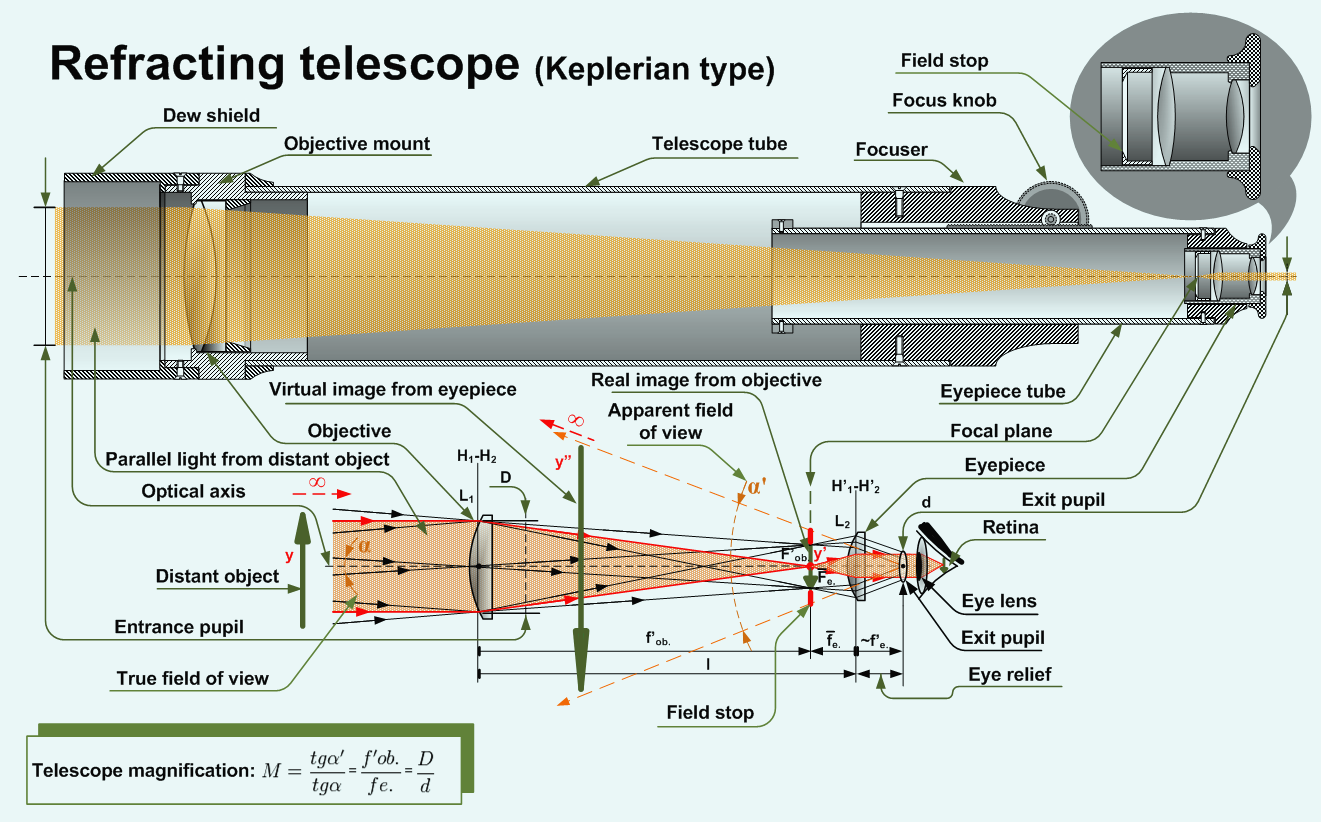
Lunetă astronomică (cu componentele etichetate in engleză)
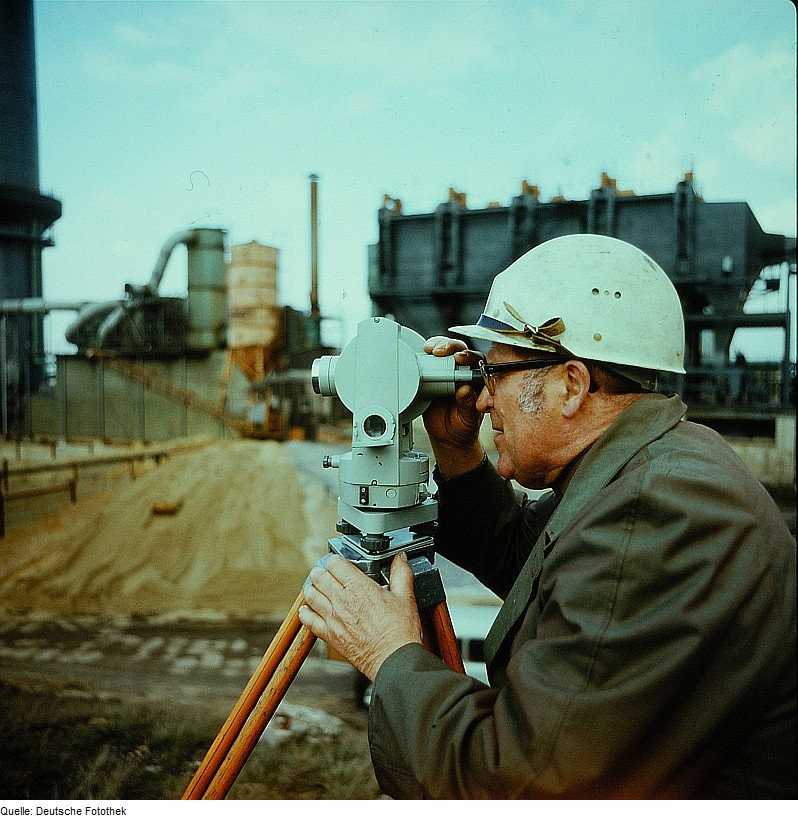
Topograf folosind luneta unui teodolit